# Pedagogická fakulta Jihočeské univerzity
Pedagogická fakulta Jihočeské univerzity vznikla v roce 1948.[nedostupný zdroj] Zaměřuje se především na výchovu budoucích učitelů prvního a druhého stupně základních škol. Lze na ní však studovat i několik neučitelských oborů, jako aplikovaná informatika a matematika, psychologie nebo filologie. S více než 3 800 studenty a 136 učiteli je největší fakultou Jihočeské univerzity. Jejím děkanem je od roku 2018 doc. RNDr. Helena Koldová, Ph.D.
Fakulta má 17 kateder zajišťujících studium, vědeckou a uměleckou činnost, 14 administrativních a provozních oddělení a je rozmístěna ve 4 budovách v historické i nové části města České Budějovice.[zdroj?]
Na fakultě působí sportovní akademický klub Slavia PF JU.

## Studijní programy
Na fakultě lze studovat bakalářské, magisterské i doktorské programy
- bakalářské studijní programy zaměřené na neučitelskou pedagogiku
- bakalářské studijní programy se zaměřením na vzdělávání na 2. stupni základní školy, SŠ nebo ZUŠ
- navazující magisterské studijní programy zaměřené na neučitelskou pedagogiku
- navazující magisterské studijní programy učitelství pro 2. stupeň ZŠ, SŠ nebo ZUŠ
- magisterský studijní program Učitelství pro 1. stupeň základní školy
- doktorské programy
  - pedagogická psychologie
  - educational psychology
  - didaktika biologie
  - oborové didaktiky STEM předmětů

Kromě toho fakulta nabízí kratší kurzy[ujasnit] v programu celoživotního vzdělávání.

## Děkani
- 1990–1991 doc. PhDr. Jiří Divíšek, CSc.
- 1992–1997 prof. RNDr. Miroslav Papáček, CSc.
- 1998–2000 doc. RNDr. František Mráz, CSc.
- 2001–2006 prof. RNDr. Miroslav Papáček, CSc.
- 2006–2010 doc. PhDr. Alena Hošpesová, Ph.D.
- 2010–2018 Mgr. Michal Vančura, Ph.D.
- od 2018 doc. RNDr. Helena Koldová, Ph.D.